# ۶۰۸ (خورشیدی)
۶۰۸ ششصد و هشتمین سال هجری خورشیدی است.